# Río Carapari
Le río Carapari (encore appelé río Itiyuro) est un cours d'eau du sud-est de la Bolivie et du nord-ouest de l'Argentine. Il constitue le cours d'eau central d'un petit bassin endoréique. Ses eaux se perdent dans les vastes plaines des régions sèches du Chaco argentin.

## Géographie
Le río Carapari naît en Bolivie dans les basses sierras (serranías) situées à l'est de la vallée des ríos Itaú et Grande de Tarija, sur le territoire du département bolivien de Tarija. Il coule alors du nord vers le sud entre les sierras d'Itaú à l'ouest et d'Aguaragüe à l'est, pour franchir la frontière argentine, pénétrant ainsi dans la province de Salta.
Peu après, un barrage a été construit sur son cours, le barrage Itiyuro. Il adopte alors la direction nord-ouest/sud-est, franchit bientôt la route nationale 34 entre les villes de Profesor Salvador Mazza et d'Aguaray, et coule dès lors dans la vaste région du Chaco argentin, où ses eaux vont progressivement s'infiltrer et s'évaporer. Il finit ainsi par disparaître totalement en formant un delta de moraine.

### Localités traversées
Le río Carapari traverse les deux localités suivantes de Profesor Salvador Mazza et Aguaray.

### Bassin versant
Son bassin versant fait 1 500 km2.

## Hydrologie
Peu abondant, le río Carapari est de régime pérenne, avec un débit maximal pendant les mois d'été (de décembre à mars).

### Les débits mensuels au niveau de la nationale 34
Les débits de la rivière ont été observés durant une période de 16 ans (1942-1957) à la station hydrométrique dite du « pont de la nationale 34 » situé entre les villes de Profesor Salvador Mazza et d'Aguaray, en province de Salta. La superficie prise en compte à cette station est de 850 km2, soit l'essentiel de la partie active - du point de vue de l'écoulement - du bassin versant,.
Le débit annuel moyen ou module observé à cet endroit durant cette période a été de 2,44 m3/s.

### Lame d'eau
La lame d'eau écoulée dans cette portion du bassin versant atteint ainsi le chiffre assez modéré de 90 millimètres par an.

## Aménagements et écologie
Au sud de la frontière bolivie-argentine, un barrage a été construit sur son cours, le barrage Itiyuro.